# Leo Strauss
Leo Strauss (ur. 20 września 1899 w Kirchhain, zm. 18 października 1973 w Annapolis) – niemiecko-amerykański myśliciel polityczny pochodzenia żydowskiego.
Zajmował się przede wszystkim filozofią polityczną i filozofią żydowską . Na University of Chicago, gdzie w latach 1949–1969 wykładał nauki polityczne, zgromadził wokół siebie znaczne grono słuchaczy (straussistów), z których wielu zostało potem wpływowymi intelektualistami. 
Strauss łączył analizy myślicieli zaliczanych do zachodniego kanonu filozofii z filozofami muzułmańskimi i żydowskimi. Stawiał tezę, że w XVI-XVII w. doszło do zasadniczej zmiany w filozofii, która odeszła od swoich klasycznych wzorców. Z tego powodu, zrozumienie przednowożytnych filozofów wymaga szczególnego wysiłku i metody badawczej. Szczególnie głośna była jego teza o „ezoterycznym sposobie pisania” wielkich filozofów. Zgodnie z nią, filozofowie obawiając się prześladowań i niezrozumienia ze strony społeczeństwa, ukrywali swoje właściwe poglądy. Możemy do nich dotrzeć jedynie przez głęboką analizę ich tekstów, badanie ich struktury, porównywanie fragmentów i wyszukiwanie sprzeczności .